# Клеве (Дитмаршен)
Клеве (њем. Kleve) општина је у њемачкој савезној држави Шлезвиг-Холштајн. Једно је од 115 општинских средишта округа Дитмаршен. Према процјени из 2010. у општини је живјело 450 становника. Посједује регионалну шифру (AGS) 1051060.

## Географски и демографски подаци
Клеве се налази у савезној држави Шлезвиг-Холштајн у округу Дитмаршен. Општина се налази на надморској висини од 4 метра. Површина општине износи 12,8 km². У самом мјесту је, према процјени из 2010. године, живјело 450 становника. Просјечна густина становништва износи 35 становника/km².